# Gmina Mieścisko
Mieścisko (deutsch Mietschisko, 1943–1945 Markstädt (Wartheland)) ist eine Stadt und Sitz einer Gemeinde im Powiat Wągrowiecki der Woiwodschaft Großpolen in Polen.

## Gemeinde
Zur Stadt-und-Land-Gemeinde (gmina miejsko-wiejska) Mieścisko gehören 22 Dörfer (deutsche Namen bis 1945) mit einem Schulzenamt:
| - Budziejewko (Ruhstein) - Budziejewo - Gołaszewo (Groß Golle, 1943–1945 Großgolle) - Gorzewo (Gorzewo) - Jaroszewo Drugie - Jaroszewo Pierwsze - Jaworówko (Liebenau) - Kłodzin (Kludsin) - Mieścisko (Markstädt, 1943–1945 Markstädt (Wartheland)) - Miłosławice (Miloslawitz, 1939–1945 Bödekersdorf) - Mirkowice (Groß Mirkowitz) | - Nieświastowice (Nieswiastowitz, 1939–1945 Nasseweide) - Piastowice (Springberg) - Pląskowo (Plonskowo Dorf, 1939–1945 Moorsand) - Podlesie Kościelne (Kirchenpodlesche) - Podlesie Wysokie (Hohenwalden) - Popowo Kościelne (Kirchenpopowo) - Sarbia (Niederwalden) - Wiela (Altdorf) - Zakrzewo - Zbietka (Heinshof) - Żabiczyn (Zabitschin, 1939–1945 Froschdorf) |

Weitere Ortschaften der Gemeinde sind Gółka (Klein Golle), Mirkowiczki (Klein Mirkowitz, 1939–1945 Klein Mirkhof), Popowo-Huby, Popowo-Kolonia, Strzeszkowo, Wybranówko und Wymysłowo.

### Gemeindepartnerschaften
Mieścisko ist seit 2000 mit der niedersächsischen Gemeinde Scharnebeck verpartnert.

## Zur Geschichte
Nachdem Polen im Herbst 1939 von der Wehrmacht überfallen und teilweise besetzt worden war, wurde das besetzte Gebiet als Generalgouvernement verwaltet. Dieses hatte vier Distrikte (Krakau, Lublin, Radom und Warschau); Mieścisko gehörte zum Distrikt Radom. 
Im Zuge der Weichsel-Oder-Operation wurde es im Januar 1945 von sowjetischen Truppen eingenommen. Die deutschen Bewohner wurden vertrieben. Zum 1. Januar 2024 erhielt Mieścisko sein 1934 verlorenes Stadtrecht wieder.